# Никитинка (Костанайская область)
Никитинка (каз. Никитин) — упразднённое село в Мендыкаринском районе Костанайской области Казахстана. Исключено из учётных данных в 2023 году. Входило в состав Сосновского сельского округа. Находится примерно в 17 км к юго-востоку от районного центра, села Боровского. Код КАТО — 395659200.

## Население
В 1999 году население села составляло 274 человека (129 мужчин и 145 женщин). По данным переписи 2009 года, в селе проживало 235 человек (112 мужчин и 123 женщины). По данным переписи 2021 года, в селе проживали 63 человека (39 мужчин и 24 женщины).